# Главтрубосталь
Главтрубосталь — главный комитет (главк) Народного комиссариата тяжёлой промышленности CCCP, созданный в 1937 году с целью координации деятельности трубных заводов страны.

## Наименования
- с 1937 по 1957 — Главтрубосталь
- с 1966 по 1976 — Главтрубосталь
- с 1976 по 1991 — ВПО «Союзтрубосталь»
- с 1991 по 1997 — ООО «Трубопром»

## История
Главк Главтрубосталь был создан при Народном комиссариате тяжёлой промышленности CCCP в 1937 году  с целью координации деятельности трубных заводов страны.
Численность работников главка, как правило, не превышала 80 человек. Заместителя начальника Главтрубостали, начальники отделов и их заместители имели высокую квалификацию. Они перед этим успешно проходили школу профильной производственной деятельности на трубных предприятиях.
С момента своего образования Главк проработал более 60 лет и был заменён при реформировании экономики аппаратом трёх управляющих компаний: ТМК, ОМК и ЧТПЗ, которым перешли также некоторые функции заводоуправлений трубных предприятий.

## Руководители
- с 1937 по 1938 — Ф. А. Меркулов
- с 1938 по 1944 — Ю. Н. Кожевников
- с 1944 по 1950 — С. Е. Василенко
- с 1950 по 1955 — Н. А. Тихонов
- с 1955 по 1957 — П. В. Городецкий
- с 1966 по 1975 — Я. Е. Осада
- с 1975 по 1981 — И. М. Усачёв
- с 1981 по 1987 — А. А. Фотов
- с 1987 по 1990 — Г. И. Хаустов
- с 1990 по 1997 — В. Ф. Рябов (с 1991 по 1997 ООО «Трубопром»)